# Premio al mejor Baloncestista Masculino del Año de la Atlantic Coast Conference
El Premio al mejor Baloncestista Masculino del Año de la Atlantic Coast Conference (en inglés, Atlantic Coast Conference Men's Basketball Player of the Year) es un galardón que otorga la Atlantic Coast Conference al jugador de baloncesto masculino más destacado del año. El premio fue entregado por primera vez en la temporada 1953–54, el primer año de existencia de la conferencia, a Dickie Hemric de Wake Forest.
Dos jugadores han ganado el premio en tres ocasiones: David Thompson de North Carolina State y Ralph Sampson de Virginia. Hemric, Len Chappell, Larry Miller, John Roche, Len Bias, Danny Ferry, Tim Duncan y J. J. Redick lo han ganado dos veces. Solo ha habido un año con doble ganador en la historia del galardón, en la temporada 2000–01, cuando Joseph Forte de North Carolina y Shane Battier de Duke compartieron el premio.
Doce jugadores han recibido los premios al mejor jugador nacional Naismith College Player of the Year o John R. Wooden en la misma temporada en la que fueron nombrados mejor jugador de la ACC. Tyler Hansbrough de North Carolina es el jugador más reciente en lograrlo; el Jugador Nacional del Año en 2008, además de cada premio importante de jugador nacional del año además del de conferencia. Duke es las universidad con más ganadores con diecinueve. Cada miembro de los originales de 1953 cuentan con al menos un estudiante ganador del premio. Florida State y Virginia Tech son las únicas universidades sin un ganador.

## Ganadores

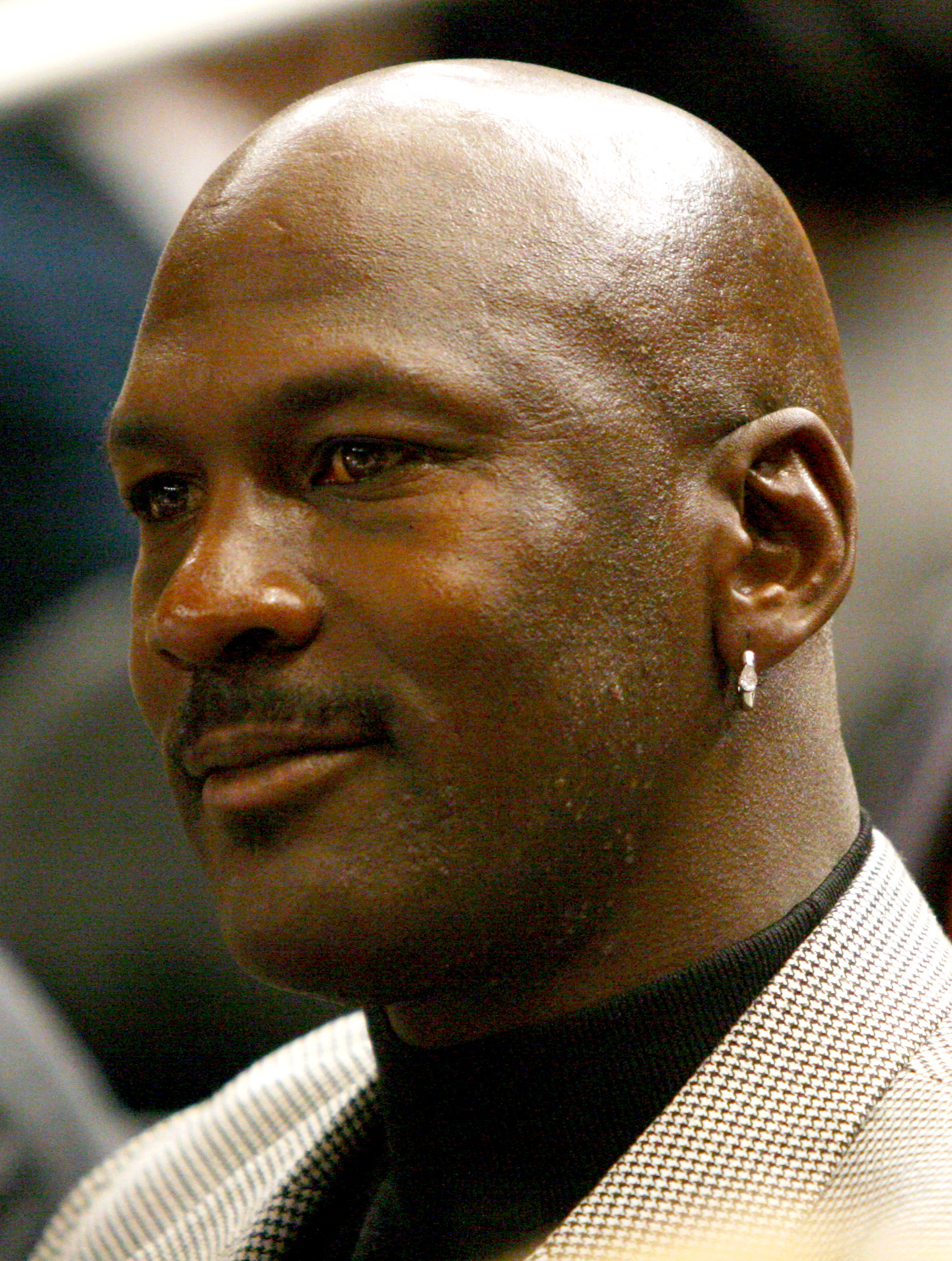
Michael Jordan ganó el premio en 1984 con North Carolina.

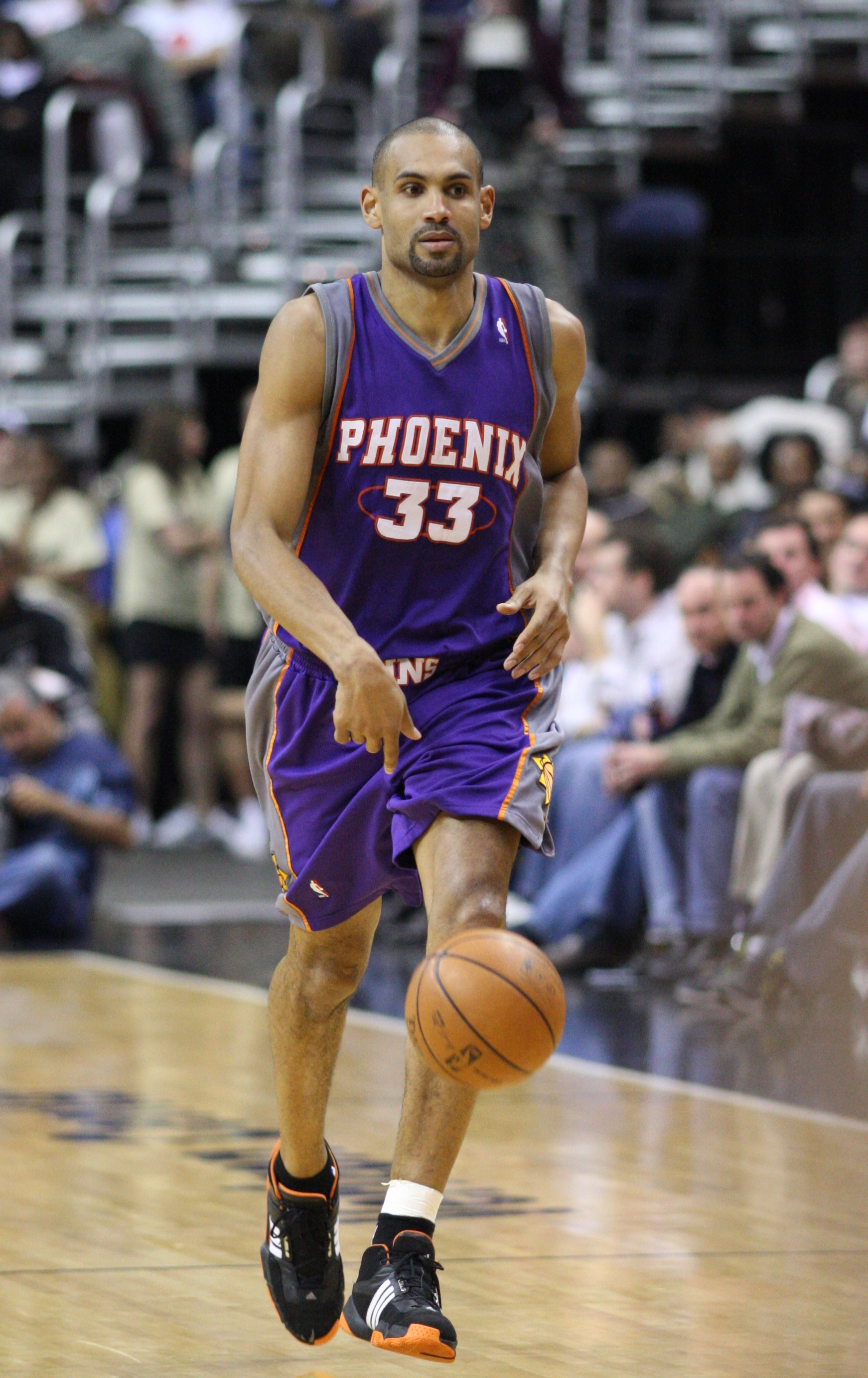
Grant Hill ganó en 1994 con Duke.

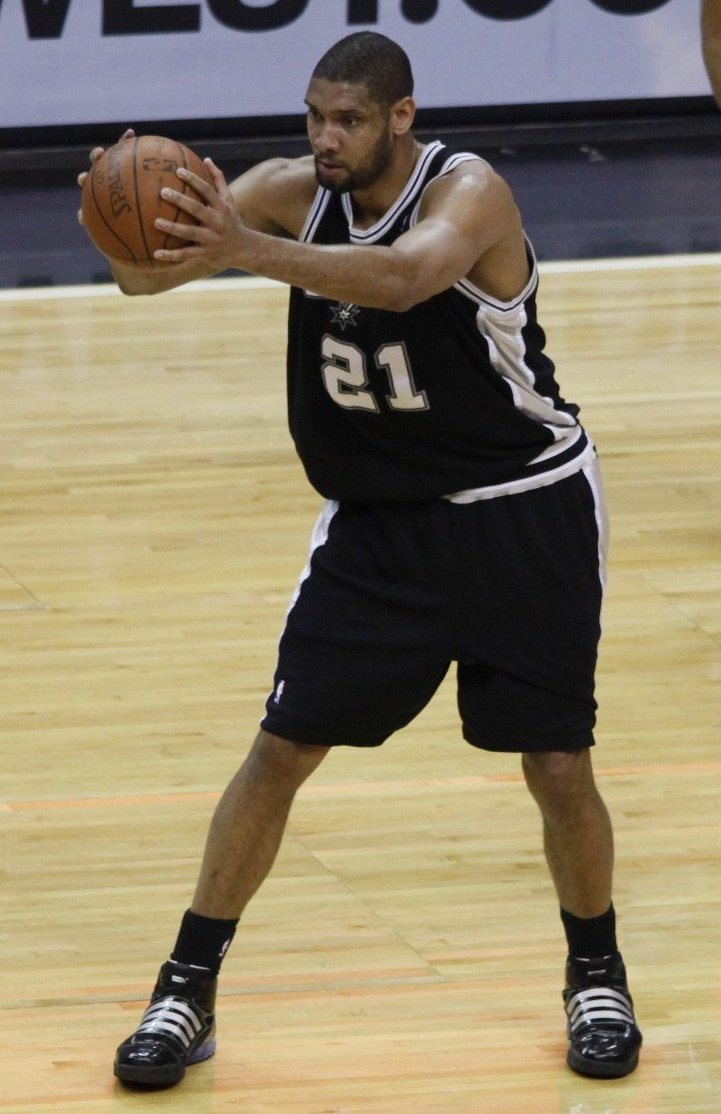
Tim Duncan ganó en 1996 y 1997 con Wake Forest.

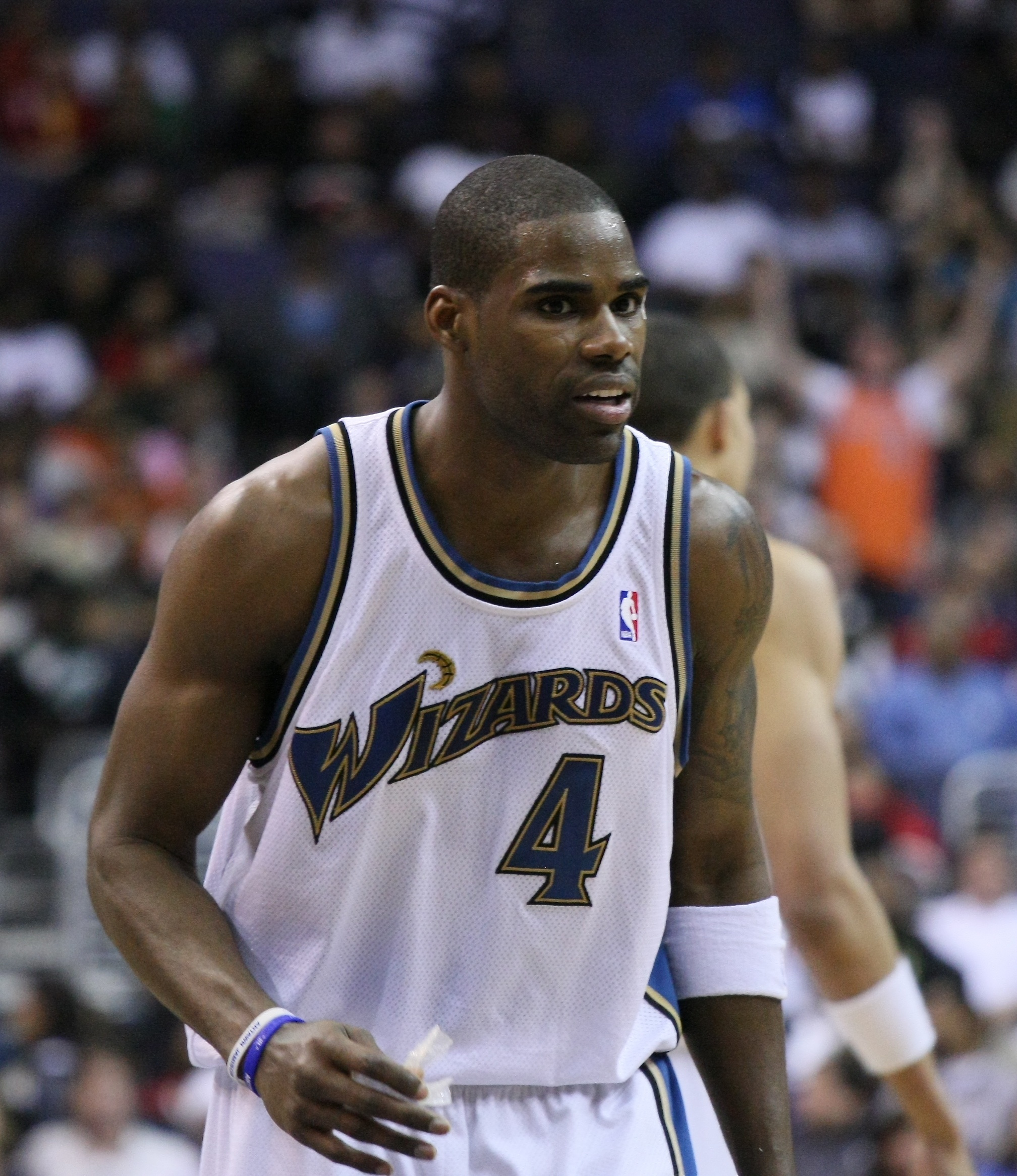
Antawn Jamison ganó en 1998 con North Carolina.

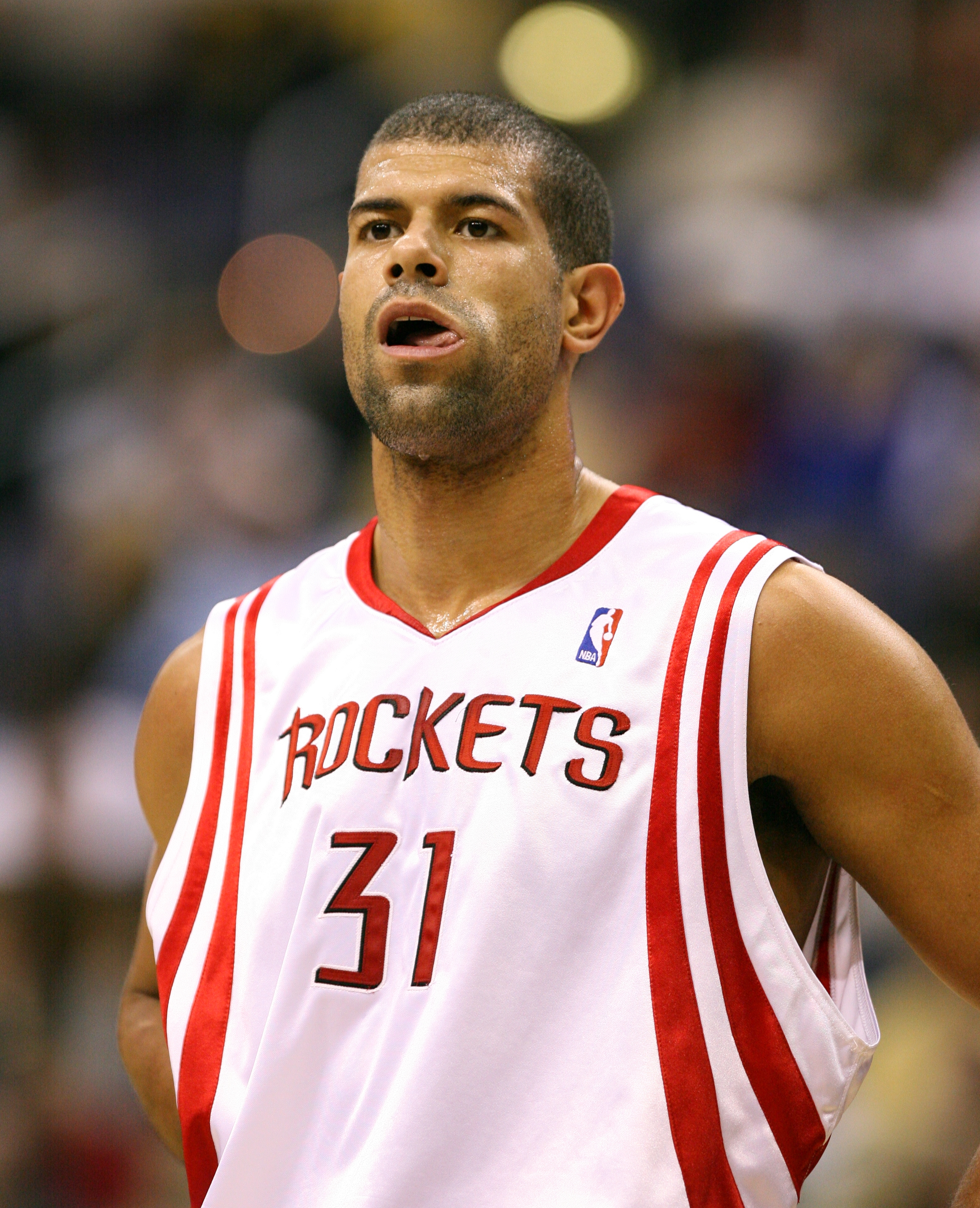
Shane Battier ganó en 2001 con Duke.

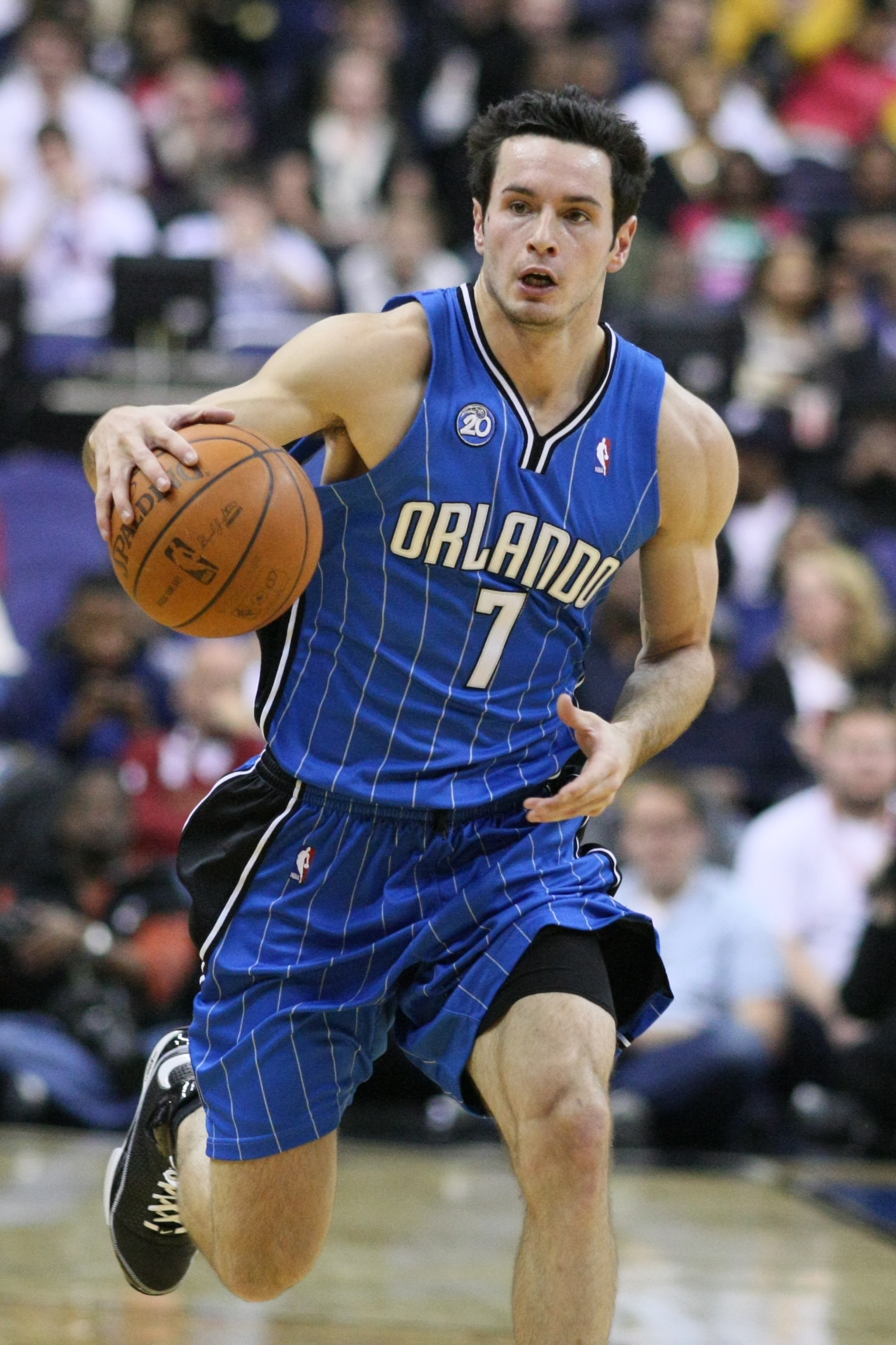
J. J. Redick ganó en 2005 y 2006 con los Blue Devils.

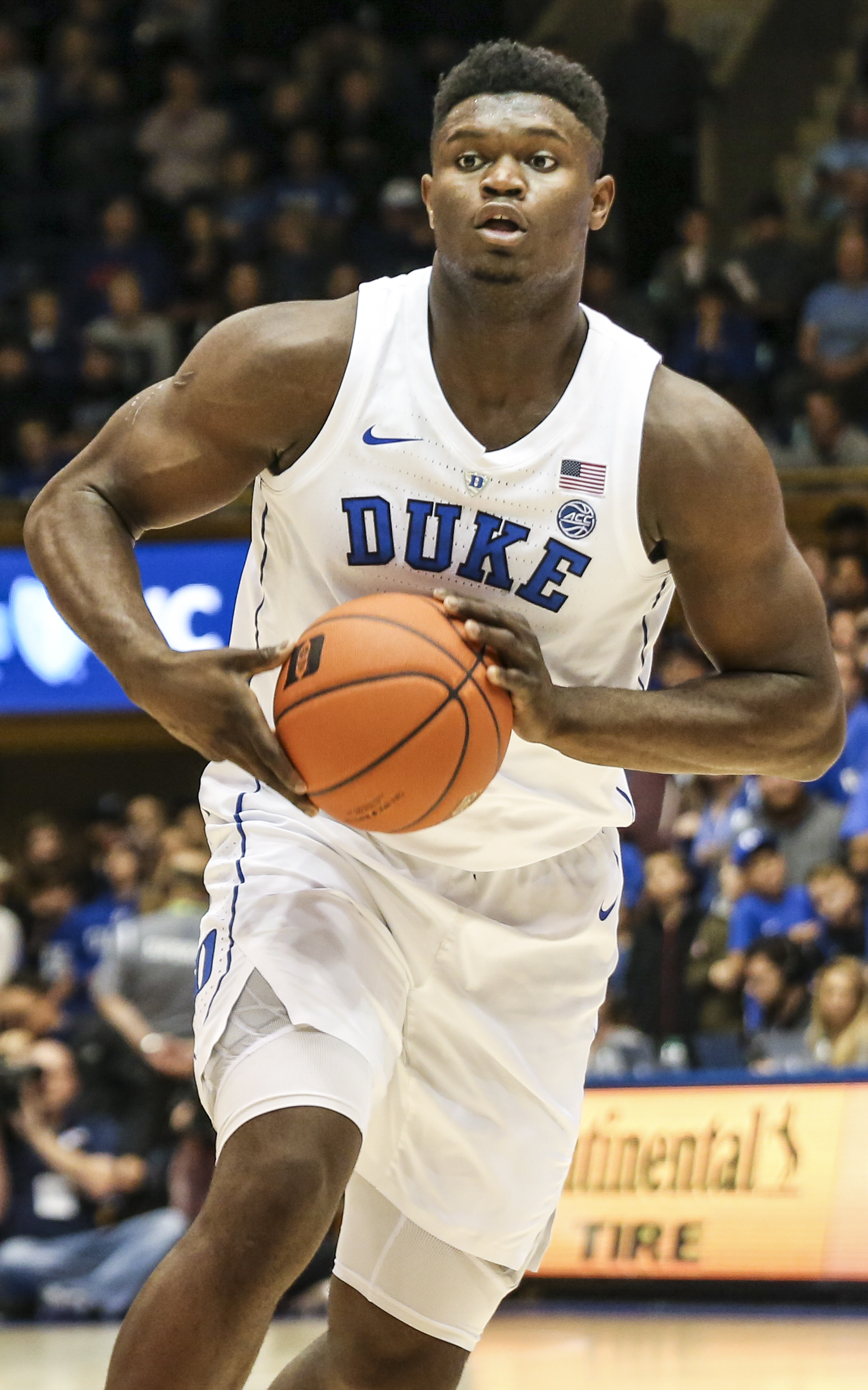
Zion Williamson ganó en 2019 con Duke.

| *           | Ganador del premio al mejor universitario del año: el Naismith College Player of the Year, el Jugador del Año de la NABC o el John R. Wooden Award |
| M           | Selección por los miembros de medias de la ACC (2013–presente)                                                                                     |
| E           | Selección por los entrenadores de la ACC (2013–presente)                                                                                           |
| Jugador (X) | Denota el número de veces que ha conseguido el galardón                                                                                            |

| Temporada | Jugador             | Universidad    | Posición          | Curso     | Referencia    |
| --------- | ------------------- | -------------- | ----------------- | --------- | ------------- |
| 1953–54   | Dickie Hemric       | Wake Forest    | Pívot             | Junior    | [ 1 ]         |
| 1954–55   | Dickie Hemric (2)   | Wake Forest    | Pívot             | Senior    | [ 1 ]         |
| 1955–56   | Ronnie Shavlik      | N.C. State     | Pívot             | Senior    | [ 4 ]         |
| 1956–57   | Lennie Rosenbluth   | North Carolina | Ala-Pívot         | Senior    | [ 5 ]         |
| 1957–58   | Pete Brennan        | North Carolina | Alero             | Senior    | [ 5 ]         |
| 1958–59   | Lou Pucillo         | N.C. State     | Base              | Senior    | [ 4 ]         |
| 1959–60   | Lee Shaffer         | North Carolina | Ala-Pívot / Pívot | Senior    | [ 5 ]         |
| 1960–61   | Len Chappell        | Wake Forest    | Ala-Pívot / Pívot | Junior    | [ 6 ]         |
| 1961–62   | Len Chappell (2)    | Wake Forest    | Ala-Pívot / Pívot | Senior    | [ 6 ]         |
| 1962–63   | Art Heyman          | Duke           | Escolta / Alero   | Senior    | [ 7 ]         |
| 1963–64   | Jeff Mullins        | Duke           | Alero             | Senior    | [ 7 ]         |
| 1964–65   | Billy Cunningham    | North Carolina | Escolta / Alero   | Senior    | [ 5 ]         |
| 1965–66   | Steve Vacendak      | Duke           | Base              | Senior    | [ 7 ]         |
| 1966–67   | Larry Miller        | North Carolina | Escolta           | Junior    | [ 5 ]         |
| 1967–68   | Larry Miller (2)    | North Carolina | Escolta           | Senior    | [ 5 ]         |
| 1968–69   | John Roche          | South Carolina | Base / Escolta    | Sophomore | [ 8 ]         |
| 1969–70   | John Roche (2)      | South Carolina | Base / Escolta    | Junior    | [ 8 ]         |
| 1970–71   | Charlie Davis       | Wake Forest    | Base / Escolta    | Senior    | [ 9 ]         |
| 1971–72   | Barry Parkhill      | Virginia       | Escolta           | Junior    | [ 10 ]        |
| 1972–73   | David Thompson      | N.C. State     | Escolta / Alero   | Sophomore | [ 4 ]         |
| 1973–74   | David Thompson (2)  | N.C. State     | Escolta / Alero   | Junior    | [ 4 ]         |
| 1974–75   | David Thompson* (3) | N.C. State     | Escolta / Alero   | Senior    | [ 4 ]         |
| 1975–76   | Mitch Kupchak       | North Carolina | Ala-Pívot         | Senior    | [ 5 ]         |
| 1976–77   | Rod Griffin         | Wake Forest    | Ala-Pívot         | Junior    | [ 11 ]        |
| 1977–78   | Phil Ford           | North Carolina | Base              | Senior    | [ 5 ]         |
| 1978–79   | Mike Gminski        | Duke           | Pívot             | Junior    | [ 7 ]         |
| 1979–80   | Albert King         | Maryland       | Escolta / Alero   | Junior    | [ 12 ]        |
| 1980–81   | Ralph Sampson*      | Virginia       | Pívot             | Sophomore | [ 2 ]         |
| 1981–82   | Ralph Sampson* (2)  | Virginia       | Pívot             | Junior    | [ 2 ]         |
| 1982–83   | Ralph Sampson* (3)  | Virginia       | Pívot             | Senior    | [ 2 ]         |
| 1983–84   | Michael Jordan*     | North Carolina | Escolta           | Junior    | [ 5 ]         |
| 1984–85   | Len Bias            | Maryland       | Alero             | Junior    | [ 12 ]        |
| 1985–86   | Len Bias (2)        | Maryland       | Alero             | Senior    | [ 12 ]        |
| 1986–87   | Horace Grant        | Clemson        | Ala-Pívot         | Senior    | [ 11 ]        |
| 1987–88   | Danny Ferry         | Duke           | Pívot             | Junior    | [ 7 ]         |
| 1988–89   | Danny Ferry* (2)    | Duke           | Pívot             | Senior    | [ 7 ]         |
| 1989–90   | Dennis Scott        | Georgia Tech   | Alero             | Junior    | [ 11 ]        |
| 1990–91   | Rodney Monroe       | N.C. State     | Escolta           | Senior    | [ 4 ]         |
| 1991–92   | Christian Laettner* | Duke           | Pívot             | Senior    | [ 7 ]         |
| 1992–93   | Rodney Rogers       | Wake Forest    | Alero / Escolta   | Junior    | [ 11 ]        |
| 1993–94   | Grant Hill          | Duke           | Escolta / Alero   | Senior    | [ 2 ] [ 7 ]   |
| 1994–95   | Joe Smith*          | Maryland       | Ala-Pívot         | Sophomore | [ 12 ]        |
| 1995–96   | Tim Duncan          | Wake Forest    | Pívot             | Junior    | [ 2 ]         |
| 1996–97   | Tim Duncan* (2)     | Wake Forest    | Pívot             | Senior    | [ 2 ]         |
| 1997–98   | Antawn Jamison*     | North Carolina | Ala-Pívot         | Junior    | [ 5 ]         |
| 1998–99   | Elton Brand*        | Duke           | Pívot             | Sophomore | [ 13 ]        |
| 1999–00   | Chris Carrawell     | Duke           | Escolta / Alero   | Senior    | [ 7 ]         |
| 2000–01   | Shane Battier*      | Duke           | Alero             | Senior    | [ 7 ] [ 3 ]   |
| 2000–01   | Joseph Forte        | North Carolina | Escolta           | Sophomore | [ 3 ] [ 5 ]   |
| 2001–02   | Juan Dixon          | Maryland       | Escolta           | Senior    | [ 12 ]        |
| 2002–03   | Josh Howard         | Wake Forest    | Alero             | Senior    | [ 14 ]        |
| 2003–04   | Julius Hodge        | N.C. State     | Escolta / Alero   | Junior    | [ 4 ] [ 15 ]  |
| 2004–05   | J. J. Redick        | Duke           | Escolta           | Junior    | [ 7 ] [ 16 ]  |
| 2005–06   | J. J. Redick* (2)   | Duke           | Escolta           | Senior    | [ 16 ]        |
| 2006–07   | Jared Dudley        | Boston College | Alero             | Senior    | [ 17 ]        |
| 2007–08   | Tyler Hansbrough*   | North Carolina | Ala-Pívot         | Junior    | [ 5 ] [ 18 ]  |
| 2008–09   | Ty Lawson           | North Carolina | Base              | Junior    | [ 5 ] [ 19 ]  |
| 2009–10   | Greivis Vasquez     | Maryland       | Base              | Senior    | [ 20 ]        |
| 2010–11   | Nolan Smith         | Duke           | Base              | Senior    | [ 21 ]        |
| 2011–12   | Tyler Zeller        | North Carolina | Pívot             | Senior    | [ 22 ]        |
| 2012–13M  | Erick Green         | Virginia Tech  | Base              | Senior    | [ 23 ]        |
| 2012–13E  | Shane Larkin        | Miami (FL)     | Base              | Sophomore | [ 24 ]        |
| 2013–14   | T. J. Warren        | N.C. State     | Alero             | Sophomore | [ 25 ] [ 26 ] |
| 2014–15   | Jahlil Okafor       | Duke           | Pívot             | Freshman  | [ 27 ] [ 28 ] |
| 2015–16   | Malcolm Brogdon     | Virginia       | Escolta           | Senior    | [ 29 ] [ 30 ] |
| 2016–17   | Justin Jackson      | North Carolina | Alero             | Junior    | [ 31 ]        |
| 2017–18   | Marvin Bagley III   | Duke           | Ala-Pívot         | Freshman  | [ 32 ]        |
| 2018–19   | Zion Williamson     | Duke           | Ala-Pívot         | Freshman  | [ 33 ]        |
| 2019–20   | Tre Jones           | Duke           | Base              | Sophomore | [ 34 ]        |
| 2020–21   | Moses Wright        | Georgia Tech   | Ala-Pívot         | Senior    | [ 35 ]        |
| 2021–22   | Alondes Williams    | Wake Forest    | Base              | Graduado  | [ 36 ]        |
| 2022–23   | Isaiah Wong         | Miami          | Base              | Senior    | [ 37 ]        |
| 2023–24   | R. J. Davis         | North Carolina | Base              | Senior    | [ 38 ]        |
| 2024–25   | Cooper Flagg        | Duke           | Escolta / Alero   | Freshman  | [ 39 ]        |

1. ↑  Premio compartido.

## Ganadores por universidad
| Universidad (en ACC desde) | Premios | Años |
| -------------------------- | ------- | --- |
| Duke (1953)                | 19      | 1963, 1964, 1966, 1979, 1988, 1989, 1992, 1994, 1999, 2000, 2001†, 2005, 2006, 2011, 2015, 2018, 2019, 2020, 2025 |
| North Carolina (1953)      | 16      | 1957, 1958, 1960, 1965, 1967, 1968, 1976, 1978, 1984, 1998, 2001†, 2008, 2009, 2012, 2017, 2024                   |
| Wake Forest (1953)         | 11      | 1954, 1955, 1961, 1962, 1971, 1977, 1993, 1996, 1997, 2003, 2022                                                  |
| NC State (1953)            | 8       | 1956, 1959, 1973, 1974, 1975, 1991, 2004, 2014                                                                    |
| Maryland (1953)            | 6       | 1980, 1985, 1986, 1995, 2002, 2010                                                                                |
| Virginia (1953)            | 5       | 1972, 1981, 1982, 1983, 2016                                                                                      |
| Miami (2004)               | 2       | 2013, 2023 |
| South Carolina (1953)      | 2       | 1969, 1970 |
| Georgia Tech (1978)        | 2       | 1990, 2021 |
| Boston College (2005)      | 1       | 2007 |
| Clemson (1953)             | 1       | 1987 |
| Virginia Tech (2004)       | 1       | 2013 |
| California (2024)          | 0       | — |
| Florida State (1991)       | 0       | — |
| Louisville (2014)          | 0       | — |
| Notre Dame (2013)          | 0       | — |
| Pittsburgh (2013)          | 0       | — |
| SMU (2024)                 | 0       | — |
| Stanford (2024)            | 0       | — |
| Syracuse (2013)            | 0       | — |

Notas
1. ↑  No incluye ningún premio al mejor jugador nacional del año antes de 1969, como el premio Helms Foundation Player of the Year.
2. ↑  Charlie Davis fue el primer jugador afroamericano en recibir el premio.[9]
3. ↑  La Universidad de Maryland en College Park abandonó la Atlantic Coast Conference en 2014, y hoy en día es miembro de la Big Ten Conference.[41]
4. ↑  La Universidad de Carolina del Sur abandonó la Atlantic Coast Conference en 1971, y hoy en día es miembro de la Southeastern Conference.[40]